# Ernst-Joachim Meusel
Ernst-Joachim Meusel (* 4. Februar 1932 in Magdeburg; † 21. November 2006 in München) war ein deutscher Jurist und Wissenschaftsmanager.

## Leben
Als Sohn des Oberlandesgerichtsrats Dr. Ernst Meusel und seiner Ehefrau Gertrud Lehmann besuchte er das Domgymnasium Naumburg und das Heese-Gymnasium in Berlin-Steglitz.
Von 1950 bis 1954 studierte er an den Universitäten in Berlin und Bonn die Fächer der Staats- und Rechtswissenschaften. 
Im Dezember 1954 bekannte Meusel, Mitglied einer "waffenstudentischen Korporation" zu sein, und forderte indirekt einen niedersächsischen Zahnarzt  zum Duell "mit jeder Art von Waffen" auf.
An der Universität zu Köln erreichte er 1958 die Promotion zum Dr. iur. Das Assessorenexamen errang er in Düsseldorf im Jahre 1960. Von 1962 bis 1964 war er als Justitiar bei den DEA Steinkohlenbergwerken Zeche Graf Bismarck in Gelsenkirchen beschäftigt.
In der Gesellschaft für Kernverfahrenstechnik in Jülich war er von 1964 bis 1968 als Geschäftsführer tätig. Von 1968 bis 1997 nahm er als Geschäftsführer im Direktorium im Max-Planck-Institut für Plasmaphysik seinen Aufgabenbereich wahr. Von 1969 bis 1970 leitete er als erster Vorsitzender die Arbeitsgemeinschaft der Großforschungseinrichtungen (AGF), die heutige Helmholtz-Gemeinschaft Deutscher Forschungszentren.
Von 1985 wirkte er bis 1987 im Direktorium der AGF mit. Von 1991 bis 1997 war er als Lehrbeauftragter der Hochschule für Verwaltungswissenschaften in Speyer tätig. Als weitere Aufgaben nahm er die Position eines Herausgebers der Zeitschrift für Wissenschaftsrecht und des Handbuchs für Wissenschaftsrecht wahr. Bei der Reform des Wissenschaftsrechts für das Hochschulwesen erwarb er sich durch seine eingehende Kritik den Ruf des „Reform-Kritikers“.
Er war Träger des Bundesverdienstkreuzes 1. Klasse und Rechtsritter des Johanniterordens. Verheiratet war er seit 1957 mit Eva-Maria Schmidt.